# خوزه کانته
خوزه کانته (اسپانیایی: José Kanté‎؛ زادهٔ ۲۷ سپتامبر ۱۹۹۰) بازیکن فوتبال اهل اسپانیا_گینه است.
از باشگاه‌هایی که در آن بازی کرده‌است می‌توان به باشگاه فوتبال غیرت، باشگاه فوتبال لگیا ورشو، باشگاه خیمناستیک تاراگونا، باشگاه فوتبال گورنیک زابژه ، لگیا ورشو ، غیرت ، شیجیاژوانگ چین ،اوراوا رد ژاپن اشاره کرد.

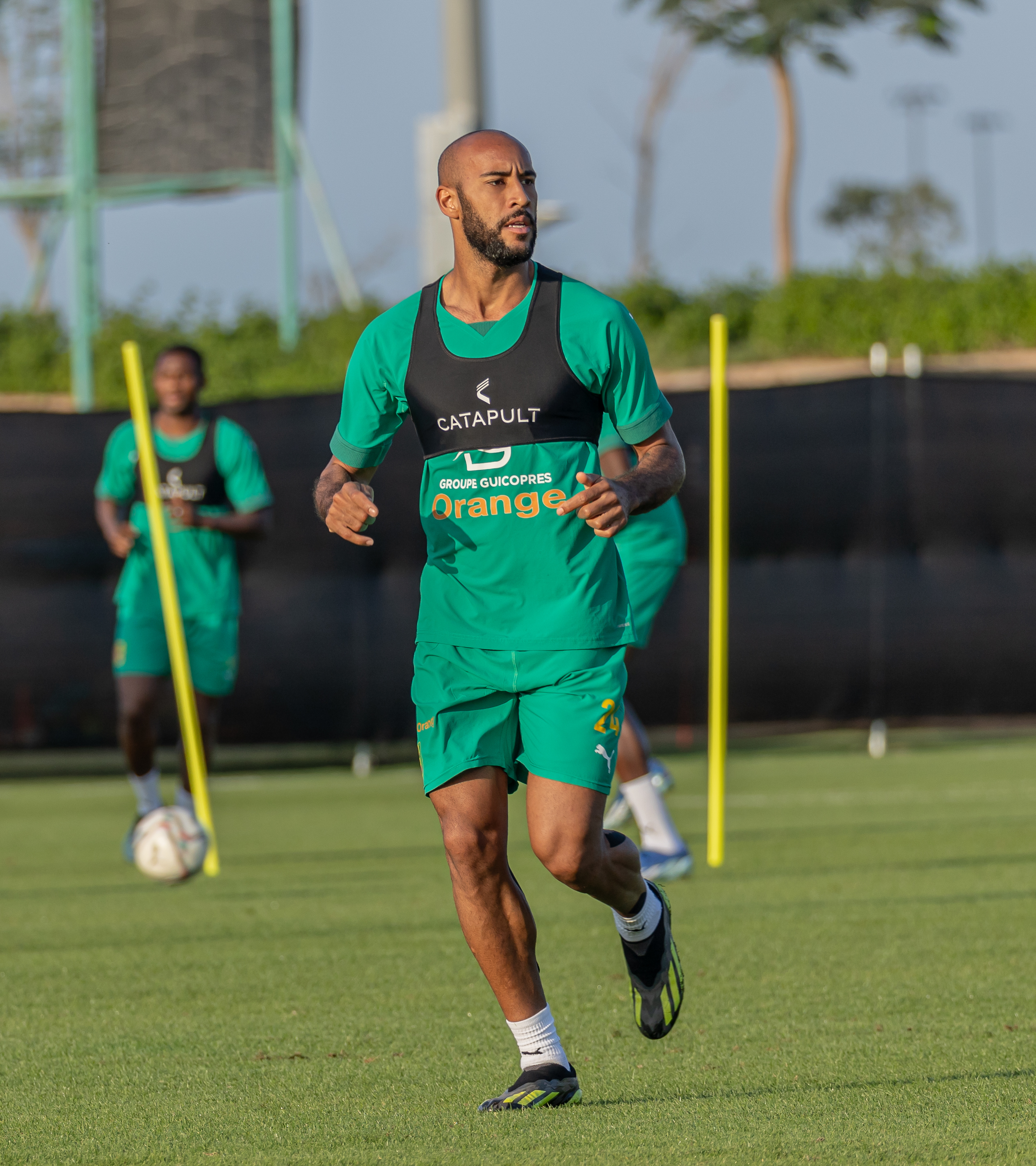

وی همچنین در تیم ملی فوتبال گینه بازی کرده‌است.